# オーストラリア航空

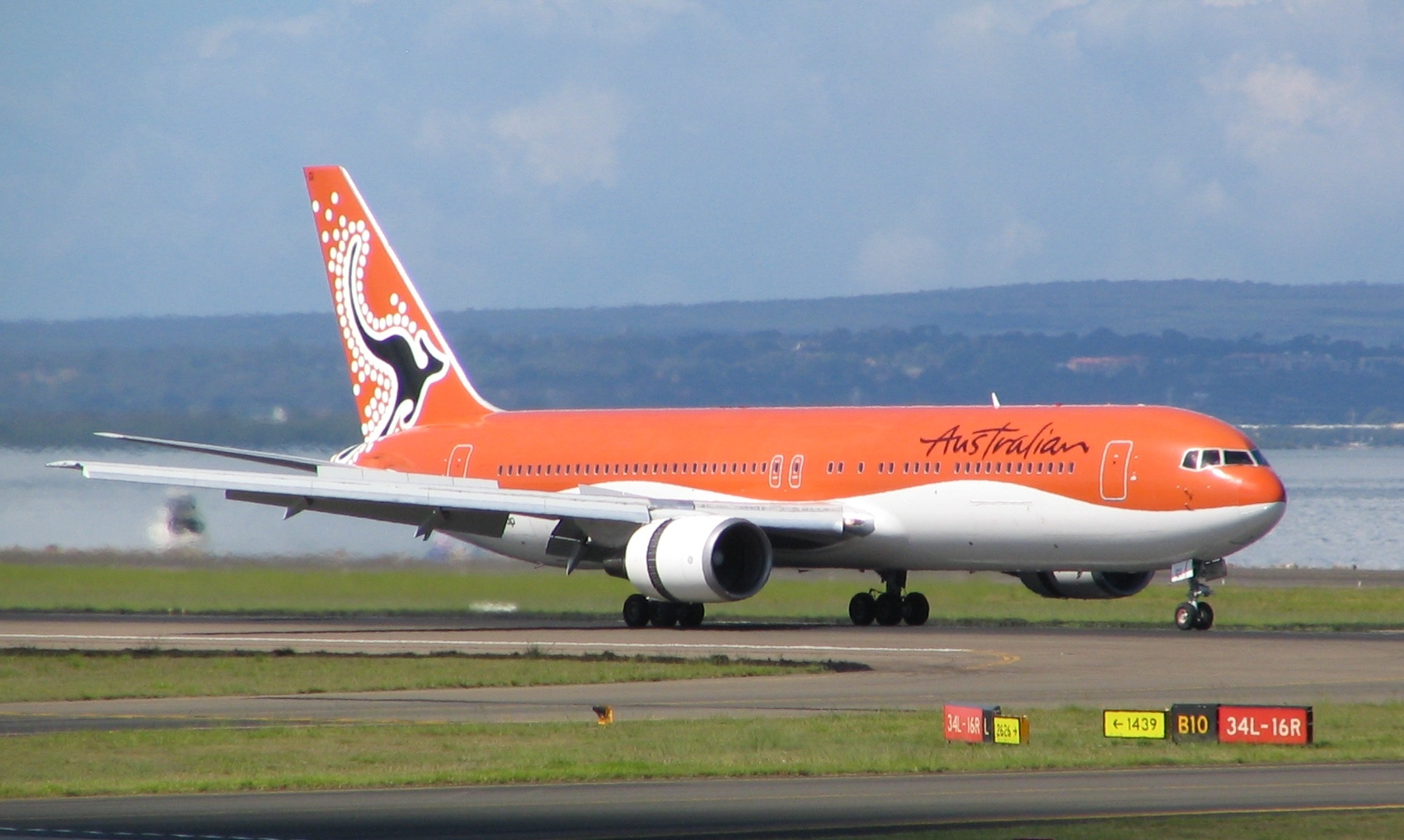
オーストラリア航空のボーイング767-300ER

オーストラリア航空（オーストラリアこうくう、Australian Airlines）は、かつてオーストラリア国内及びアジア路線に就航していた格安航空会社である。

## 概要
同じくオーストラリアの航空会社であるカンタス航空が100%出資することにより2001年に設立。カンタス航空はカンタスとジェットスターの2つにブランドを統合することを決め、オーストラリア航空は2006年に運航を終了した。
主に観光目的の利用者をターゲットとした航空会社であり、ケアンズ国際空港を拠点にボーイング767-300型機をオールエコノミー仕様にして運航していた。カンタス航空系列ではあるものの、同社のマイレージプログラム「カンタス・フリークエントフライヤー」のマイル加算対象とはならなかった。
日本では親会社のカンタス航空が代理業務を行っていて、予約や問い合わせを取り扱っていた。
2006年7月より、カンタス航空はカンタスならびにジェットスターの2大ブランド戦略の一環として7月にオーストラリア航空のブランドを廃止。オーストラリア航空自体はウェットリース会社として運航・客室乗務員をリース、既存路線をカンタスブランドにて運航。
2007年8/9月よりケアンズ－名古屋・大阪線をジェットスター航空が運航することになり、カンタス航空は2007年8月末でのオーストラリア航空（ウェットリース会社）閉鎖を決定。
2007年9月より、カンタス航空は新たにケアンズベースの開設を決定。オーストラリア航空全客室乗務員はカンタス航空へ移籍、大部分が引き続きケアンズをベースにカンタスの乗務員として国内線・近中距離国際線のフライトを担当することとなった。

## コードデーター
- IATA航空会社コード：AO
- ICAO航空会社コード：AUZ
- コールサイン：Australian

## 就航していた空港
- オーストラリア
  - ゴールドコースト (ゴールドコースト空港)
  - メルボルン (メルボルン空港)
  - パース (パース空港)
  - シドニー (キングスフォード・スミス国際空港)
- 中華人民共和国
  - 香港 (香港国際空港)
- インドネシア
  - デンパサール (デンパサール国際空港)
- 日本 
  - 札幌 (新千歳空港)
  - 名古屋 (中部国際空港)
  - 大阪 (関西国際空港)
  - 福岡 (福岡空港)
- マレーシア
  - コタキナバル (コタキナバル国際空港)
- シンガポール (シンガポール・チャンギ国際空港)